# Киналья, Джорджо
Джо́рджо Кина́лья (итал. Giorgio Chinaglia; 24 января 1947, Каррара — 1 апреля 2012, Нейплс, Флорида) — итальянский футболист, нападающий. Начал карьеру в Англии, затем переехал в Италию, где провёл несколько сезонов в низших дивизионах. В 1969 году перешёл в «Лацио», сыграл за римский клуб более двухсот матчей, в сезоне 1973/74 выиграл с клубом чемпионат Италии и стал его лучшим бомбардиром. Вторую половину карьеры провёл в «Нью-Йорк Космос», с которым четыре раза выигрывал Североамериканскую футбольную лигу.
В составе сборной Италии Киналья участвовал в чемпионате мира 1974 года, где его команда не смогла выйти из группы. Всего провёл за сборную 14 матчей, забил четыре гола.
Является лучшим бомбардиром в истории Североамериканской футбольной лиги, он забил в 254 матчах (включая матчи раунда плей-офф) 242 гола. В 2000 году был включён в Зал славы футбола США, а также признан величайшим игроком в истории «Лацио». После завершения карьеры работал спортивным функционером, в частности президентом «Лацио». Несколько раз привлекался к ответственности за экономические преступления.

## Ранние годы
Джорджо Киналья родился в 1947 году в небогатой тосканской семье. После Второй мировой войны в Италии не хватало рабочих мест, поэтому отец будущего футболиста Марио с женой Джоан и дочерью Ритой эмигрировали в Уэльс, где глава семейства нашёл работу на сталелитейном заводе. Маленький Джорджо продолжал жить в Италии с бабушкой Клелией до 1955 года, когда и переехал к семье в Кардифф. 
Мы все четверо жили в одной комнате. Мой отец был рабочим-металлистом, и это было тяжело. Я забирал молоко, оставленное людьми на верандах, и пил его на завтрак
.Дж. Киналья
 В Уэльсе Киналья учился в католической школе Св. Петра, а затем в гимназии Леди Мэри. Учитель физкультуры рекомендовал Киналье заняться регби, но отец Джорджо сказал, что «итальянец должен играть только в футбол». Когда Киналье было 13 лет, его отец открыл в Кардиффе итальянский ресторан «Марио Бамбу», в этот период Джорджо чередовал футбольные тренировки с работой мойщиком посуды в отцовском ресторане.

## Клубная карьера

### «Суонси Таун»
Изначально Кинальей интересовались представители «Кардифф Сити», но Джорджо отказался проходить просмотр в клубе. Затем поступило предложение от «Суонси Таун», и Киналья согласился. В 1962 году он присоединился к молодёжному составу «Суонси». Первая команда на тот момент играла в Третьем дивизионе.
Киналья дебютировал за основную команду «Суонси» в октябре 1964 года в матче Кубка Лиги против «Ротерем Юнайтед», а первый матч в чемпионате футболист сыграл в феврале против «Портсмута». С «Суонси» Киналья выиграл Большой кубок Западного Уэльса 1965, забив в финале в ворота «Лланелли» (3:0). В 1964 году он представлял Старшую футбольную лигу Суонси в товарищеском матче против Рабочей футбольной ассоциации Бирмингема и окрестностей.
В 1966 году новым президентом «Суонси» стал Глен Дэвис, который не верил в молодого Киналью. Последний раз за «лебедей» он сыграл в марте 1966 года, выйдя на замену в матче против «Брентфорда».

### «Массезе»
В 1966 году 19-летний Киналья вместе с семьёй переехал обратно в Каррару. Джорджо вернулся на родину из-за отсутствия интереса к нему со стороны британских клубов. Кроме того, ему было нужно пройти срочную службу в итальянской армии. Он решил, что армия направит его карьеру в нужное русло: 
В противном случае, я бы, вероятно, по-прежнему оставался в Уэльсе, вкалывал бы в грязи и пил эль. В итальянской армии есть специальная спортрота для футболистов, так что на службе я всё время тренировался, а когда мой клуб играл, получал увольнительные.
Киналье было запрещено выступать в Серии А в течение трёх лет, потому что он играл на профессиональном уровне за пределами Италии. Отец договорился о его переходе в «Массезе», клуб Серии C, база которого находилась недалеко от дома семьи. Изначально Киналье было трудно привыкнуть к более дисциплинированному итальянскому футболу, но постепенно он адаптировался. 14 сентября 1966 года он сыграл в товарищеском матче против своего будущего клуба, «Лацио». Матч завершился вничью — 2:2. Киналья на 79-й минуте установил окончательный счёт встречи. В 1967 году его за 100 млн лир купил «Интернаполи». Сам Киналья узнал о своём переходе, находясь на гауптвахте, куда попал за неповиновение и драку со старшим по званию.

### «Интернаполи»
В новой команде Киналья получал более высокую зарплату, а также надбавки за забитые голы. В «Интернаполи» он познакомился с будущим партнёром по «Лацио», Джузеппе Уилсоном. Сезон 1967/68 он завершил с 10 голами, получив вызов в сборную Серии C, за которую сыграл два матча. Таким образом, ему оставалось провести последний сезон в Серии C, после чего Киналья смог бы перейти в один из клубов высшей лиги. В это время его приметил генеральный директор «Лацио» Карло Галли, порекомендовавший футболиста Хуану Карлосу Лоренсо, тренеру «орлов». В апреле столичный клуб предложил 200 млн лир за Киналью с Уилсоном, и неаполитанская команда согласилась. «Интернаполи» финишировал на третьем месте, а Киналья забил 14 голов и за свою игру получил приз «Образцовый футболист» Серии C.

### «Лацио»
Выбор «Лацио» стал весьма приемлемым для Кинальи: во-первых, команда выступала в еврокубках, во-вторых, Рим относительно близок к Неаполю, где жила его подруга. У Кинальи сложились хорошие отношения с тренером «орлов», Хуаном Карлосом Лоренсо: наставник верил в нового игрока, намереваясь привить ему тактические навыки и сделать футболистом высокого уровня. Киналья сразу проявил задатки перспективного нападающего, он настойчиво боролся за каждый мяч и наносил удары по воротам с любого расстояния. Дебют Кинальи в чемпионате состоялся в выездном матче против «Болоньи», который его команда проиграла с минимальным счётом. В следующем туре молодой нападающий сыграл свой первый матч перед римскими болельщиками, выйдя в основном составе с номером 10 на футболке. Соперником был обладатель Кубка европейских чемпионов, «Милан», во главе с Джанни Риверой. На 62-й минуте Киналья забил свой первый гол в Серии А, который стал единственным в матче. 19 октября 1969 года «Лацио» обыграл «Фиорентину» со счётом 5:1, Киналья отметился дублем. По итогам сезона он провёл 28 матчей и забил 12 голов. Благодаря хорошей игре Киналья получил вызов в молодёжную сборную Италии.
Он забил 9 мячей в своём втором сезоне, но это не помогло «Лацио» избежать выбывания в Серию B. Вина за неудачный сезон была возложена на Лоренсо, и тренер был уволен. Киналья весьма негативно воспринял уход наставника и даже просил руководство отпустить его в другой клуб, но вместо этого его оштрафовали. Несмотря на плохую игру «Лацио» в чемпионате, Киналья вместе с клубом выиграл Кубок Альп 1971 года, победив в финале «Базель» со счётом 3:1. Однако Киналья мог так и не сыграть в том матче, поскольку в финальной части турнира заразился гриппом и страдал от ангины. Тренер клуба, Томмазо Маэстрелли, напоил футболиста лимонным соком, и тот смог продолжить игру, оформив дубль в матче с «Базелем». Со временем Киналья нашёл общий язык с новым тренером, футболисту нравились его методы работы и человеческие качества. В том же сезоне Киналья сыграл с «Лацио» в последнем в истории розыгрыше Кубка ярмарок. В домашнем матче первого раунда против «Арсенала» он на последних минутах матча спас команду от поражения, забив два гола. Однако в ответном матче лондонский клуб победил со счётом 2:0 и прошёл дальше.
29 августа 1971 года «Лацио» одержал победу с минимальным счётом в римском дерби против «Ромы» в рамках Кубка Италии. «Лацио» удалось вернуться в высшую лигу, клуб занял второе место в Серии B, а Киналья закончил сезон в статусе лучшего бомбардира лиги с 21 голом. В прессе стала появляться информация, что нападающим заинтересовался «Ювентус», но руководство отказывалось продавать ключевого игрока.
Вернувшись в Серию A, «Лацио» провёл активную трансферную кампанию. Несмотря на это, во время предсезонной подготовки команда играла неубедительно, из-за чего Маэстрелли оказался в центре скандала. Тем не менее, команда хорошо начала чемпионат и через некоторое время неожиданно вышла в лидеры. Кинальей стали настойчиво интересоваться СМИ, газеты и журналы помещали его фото на обложку и пытались взять у него интервью. В раздевалке он был неформальным лидером, хотя в команде наблюдалось разделение на две группы: с одной стороны — он и Уилсон, с другой — Луиджи Мартини. Несмотря на то, что в раздевалке дело могло дойти и до драки, на поле все игроки были готовы поддержать друг друга. Эта тенденция проявилась в матче против «Наполи» 21 января 1973 года, когда все игроки «Лацио» были готовы постоять друг за друга в стычках с соперником, а сама игра завершилась со счётом 3:0 в пользу римлян.
«Лацио» продолжал бороться за Скудетто. 21 апреля 1973 года в матче против «Милана» Киналья мощным ударом отправил мяч в сетку. Удар был настолько сильным, что вратарь соперника Пьеранжело Белли сломал два пальца руки. Однако Киналья и его команда упустили возможность стать чемпионами в заключительном туре против «Наполи». «Лацио» проиграл, пропустив гол на последних минутах, в итоге Скудетто выиграл «Ювентус». После окончания сезона «Лацио» отправился в турне по США, где сыграл несколько товарищеских матчей, в том числе против «Сантоса», за который играл Пеле. В том матче бразильцы выиграли со счётом 3:1, а Киналья забил единственный гол римлян с пенальти.
Сезон 1973/74 начался наилучшим образом для «Лацио» — с двух побед в первых двух матчах. Киналья забил победный гол в римском дерби, отметился в воротах «Наполи» и «Кальяри», но не реализовал пенальти в матче против «Фиорентины». В Кубке УЕФА футболист отличился двумя хет-триками — в играх против «Сьона» и «Ипсвич Таун». К Рождеству «Лацио» шёл первым в турнирной таблице. 17 февраля 1974 года Киналья оформил дубль в матче против «Ювентуса», принеся команде победу со счётом 3:1. Перед матчем второго круга с «Ромой» Киналья дразнил болельщиков «волков», поднимая одну ногу, как будто целясь. «Лацио» выиграл со счётом 2:1. Матч сопровождался беспорядками. Болельщики «Ромы» жгли пиротехнику, бросали на поле камни и обломки стульев. В течение нескольких недель Киналье пришлось прятаться от болельщиков «жёлто-красных» в доме Маэстрелли.

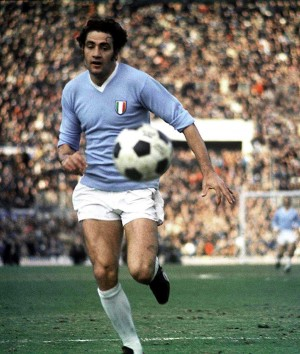
Киналья в сезоне 1974/75

7 апреля в выездном матче против «Наполи», несмотря на сильное сопротивление защитников соперника, Киналья оформил хет-трик, игра завершилась вничью 3:3. В матче следующего тура против «Эллас Верона» Киналья установил окончательный счёт 4:2, в рейтинге бомбардиров футболист шёл наравне с Роберто Бонинсеньей из «Интернационале». 12 мая 1974 года «Лацио» играл решающий матч за Скудетто против «Фоджи» и одержал победу благодаря единственному голу Кинальи с пенальти. По окончании матча «Лацио» стал чемпионом Италии, а Киналья — лучшим бомбардиром лиги с 24 голами.
После неудачного чемпионата мира Киналья вернулся в Италию в не самом лучшем расположении духа. «Лацио» предстояло защищать чемпионство. Дисквалификация, наложенная на клуб в еврокубках за беспорядки на матче с «Ипсвич Таун», позволила команде сосредоточиться только на чемпионате, и «Лацио» хорошо начал турнир. В свою очередь, Киналья подвергался оскорблениям со стороны болельщиков соперников, которые возложили на него вину за проваленное итальянцами мировое первенство. Кроме того, болельщики «Ромы» угрожали его жене, и она из соображений безопасности была вынуждена переехать в Нью-Йорк. В «Лацио» начался спад, и клуб покинул верхнюю часть турнирной таблицы. В конце концов, из-за давления со стороны болельщиков соперников Киналья просто отказывался играть с такими клубами, как «Милан» и «Ювентус».
В феврале 1975 года тренер Маэстрелли заболел. Наставник «Лацио» отправился в клинику на обследование, где Киналья ежедневно проведывал его. Перед матчем с «Торино» Киналье сообщили, что у Маэстрелли рак печени, и шансов выжить нет. Узнав об этом, игрок расплакался прямо в раздевалке.
После переезда жены в США Киналья стал думать о том, чтобы воссоединиться с семьёй. На тот момент футбол в США был развит не очень хорошо, но некоторые клубы пытались поднять уровень и привлечь интерес зрителей. Среди этих клубов был «Нью-Йорк Космос», который даже заключил контракт с Пеле. Однажды утром с Кинальей по телефону связался Пеппе Пинтон, консультант команды «Хартфорд Байсентенниалс», и пригласил его сыграть за клуб в товарищеском матче против сборной Польши. Киналья согласился, однако он хотел играть за «Космос», поэтому пригласил на матч президента нью-йоркской команды, Клайва Тоя. Его игра получила положительную оценку СМИ, и Той согласовал с руководством трансфер Кинальи. Единственным препятствием была позиция руководства «Лацио», клуб не желал расставаться с ключевым нападающим. Киналья выкупил целую страницу «Corriere Dello Sport», чтобы объяснить фанатам своё желание быть рядом с семьёй, но это не помогло.

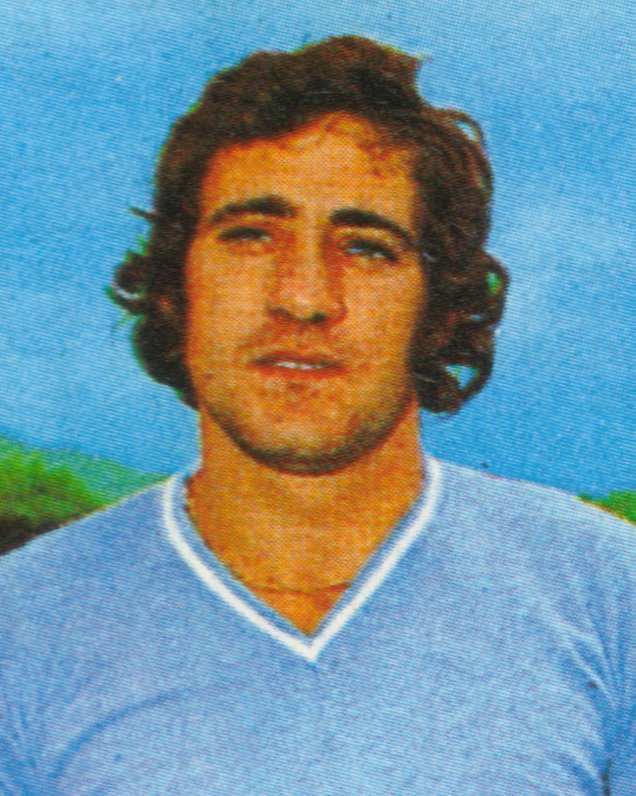
Киналья в 1975 году

В конце августа 1975 года Киналья должен был вернуться в Италию. Президент «Лацио» угрожал нападающему штрафами и прочими наказаниями, если тот вовремя не появится в клубе. По приезде в Италию Киналью приветствовали тысячи болельщиков, однако ситуация в клубе оставляла желать лучшего. Больной Томмазо Маэстрелли уже не мог тренировать «Лацио», его заменил Джулио Корзини. Новый наставник хотел перестроить команду, которая два года назад выиграла Скудетто. Киналья не нашёл общий язык с новым тренером. Команда также играла плохо и вскоре оказалась в зоне вылета.
Корзини обвинял Киналью в неудачах команды, Киналья, в свою очередь, обвинял тренера в том, что тот ничего не понимает в футболе. 16 ноября 1975 года после первого тайма дерби против «Ромы» «Лацио» проигрывал со счётом 1:0, в раздевалке Киналья поссорился с тренером. Корзини заявил: «Пока я буду тренером, ты никогда не поедешь в США, чтобы увидеть семью!». Но в этот момент за Киналью заступились товарищи по команде. Несмотря на скандал, Киналья доиграл матч и даже сравнял счёт. Вечером того же дня он уехал в Нью-Йорк. В следующее воскресенье «Лацио» проиграл «Асколи», и Корзини был уволен. На его место, к всеобщему удивлению, вернулся Маэстрелли, самочувствие которого несколько улучшилось.
Свой последний сезон в Италии Киналья провёл в ранге капитана клуба. Заняв четвёртое место в предыдущем сезоне, «Лацио» получил право на участие в первом раунде Кубка УЕФА. 1 октября 1975 года в ответном матче против одесского «Черноморца» «Лацио» необходимо было отыграть один мяч. За минуту до конца встречи Киналья реализовал пенальти и перевёл матч в дополнительное время, а там довёл число забитых голов до трёх, чем помог своей команде пройти дальше. Однако в следующем раунде «Лацио» не смог ничего противопоставить «Барселоне», проиграв с общим счётом 0:7. 25 апреля 1976 года Киналья сыграл свой последний матч за «орлов» против «Торино» (1:1). Затем ему предстоял перелёт в Нью-Йорк. Он добирался до США транзитом через Геную и Париж на отдельном самолёте, не желая, чтобы болельщики помешали отлёту.
В общей сложности Киналья забил в 209 матчах за «Лацио» 99 голов, 77 из которых были забиты в 175 матчах Серии А. Он забил 140 голов в 263 матчах во всех соревнованиях за «Лацио», включая 13 голов в 28 матчах Кубка Италии и 13 голов в 11 еврокубковых матчах. В общем рейтинге бомбардиров клуба он уступает лишь Сильвио Пиоле и Джузеппе Синьори.

### «Нью-Йорк Космос»
В 1976 году Киналья перешёл в «Нью-Йорк Космос», выступавший в NASL. В то время как многие зарубежные звёзды доигрывали в NASL последние годы карьеры (Пеле, Джордж Бест, Йохан Кройф, Герд Мюллер), Киналье на момент перехода в «Космос» было только 29 лет. Он дебютировал за «Космос» 17 мая 1976 года в домашней игре против «Лос-Анджелес Ацтекс», Киналья сделал дубль, кроме него, забивали Пеле и Кит Эдди, конечный счёт — 6:0 в пользу «Космоса».
2 декабря 1976 года скончался тренер Кинальи, Томмазо Маэстрелли, и футболист ненадолго вернулся в Италию на похороны своего наставника. 28 августа 1977 года в матче за Соккер Боул на 78-й минуте Киналья забил головой решающий мяч в ворота «Сиэтл Саундерс» и «Космос» выиграл со счётом 2:1. В 1978 году в «Космос» перешёл бывший товарищ Кинальи по «Лацио», Джузеппе Уилсон, но после одного сезона в США он предпочёл вернуться в родной клуб. Тем не менее бывшие футболисты «Лацио» помогли «Космосу» выиграть ещё один Соккер Боул у «Тампа-Бэй Раудис»: Киналья отметился голом, а Уилсон был признан лучшим защитником матча. Следующий сезон был менее успешным как для Кинальи, так и для его клуба. «Космос» не вышел в Соккер Боул, проиграв в финале конференции «Ванкувер Уайткэпс» со счётом 2:1. Киналья хоть и забил 26 голов — больше всех в лиге, — но по правилам NASL приз давался с учётом результативных передач (манера подсчёта схожа с системой гол+пас, только число голов умножалось на два), и в итоге его на одно очко опередил Оскар Фаббиани.
В 1980 году в команду пришёл новый тренер — Хеннес Вайсвайлер. Он пытался привить команде более прагматичный футбол, что негативно восприняли многие звёзды команды, в том числе Киналья. Тем не менее, 1980 год стал для Кинальи самым результативным — он забил 76 голов в 66 матчах. В течение регулярного сезона NASL и плей-офф он отметился 50 точными ударами (32 гола в 32 играх регулярного сезона и 18 голов в 7 матчах плей-офф). Предыдущий рекорд результативности в регулярном сезоне NASL был установлен им же в 1978 году и составлял 34 гола.
В 1980 году Киналья забил 7 голов в матче плей-офф против «Талса Рафнекс», 8 декабря 1981 года он повторил это достижение в шоубольной игре против «Чикаго Стинг» (рекорд для этой разновидности игры), Киналья также забивал 8 голов в товарищеском матче. В 1981 году он был признан самым ценным игроком NASL. Киналья добился значительных успехов в лиге, забив за клуб 397 голов плюс 38 голов в 21 игре в шоубол, в общей сложности его достижение составило 435 голов в 413 матчах за «Космос». Он был лучшим бомбардиром своей команды 13 сезонов подряд: 6 в «Лацио» и 7 в «Космосе». При этом он является вторым итальянским футболистом после Роберто Бонинсеньи, ставшим лучшим бомбардиром вне чемпионата Италии. Киналья забил 49 голов в 41 игре плей-офф за «Космос», а также 5 голов в пяти Соккер Боулах, четыре из которых его команда выиграла (1977, 1978, 1980 и 1982). Кроме того, он стал самым популярным футболистом в США, превзойдя таких игроков, как Йохан Нескенс, Франц Беккенбауэр и Карлос Алберто Торрес. Он также стал близким товарищем президента «Warner Brothers» Стива Росса, совладельца франшизы «Нью-Йорк Космос».
В 2000 году он был включён в Национальный футбольный зал славы США. Уже после смерти Кинальи возрождённый после расформирования «Космос» навсегда закрепил за ним девятый номер, кроме него, такой награды был удостоен лишь Пеле.
Киналья завершил свою профессиональную карьеру в 1983 году, будучи игроком «Нью-Йорк Космос». Однако 25 февраля 1990 года в возрасте 43 лет он вернулся на поле в составе любительского клуба «Вилла Сан-Себастьяно» из восьмого по силе дивизиона Италии. Соперником в первом матче был «Скуркола Марсикана», Киналья забил два из трёх голов своей команды, чем помог ей выиграть. Он играл в этом клубе до июня 1991 года.

## Карьера в сборной

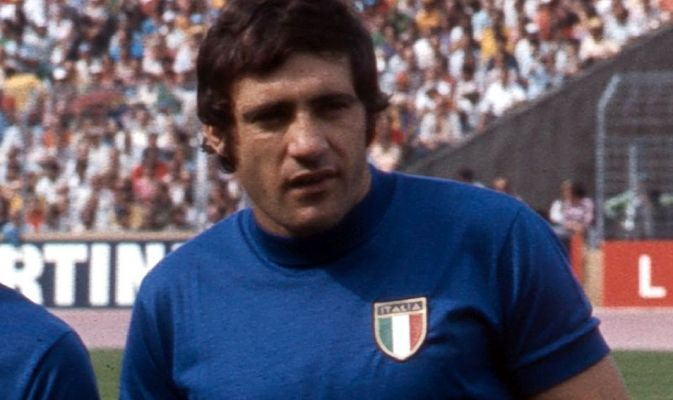
Киналья в составе сборной Италии

Благодаря успешной игре Кинальи за «Лацио» тренер сборной Италии, Ферруччо Валькареджи, включил его в расширенную заявку на чемпионат мира 1970 года. Он не попал в окончательный список из 22 человек, но Валькареджи взял его в Мексику, чтобы молодой игрок набрался опыта. Италия дошла до финала турнира, где уступила Бразилии.
В 1971 году после того, как «Лацио» вылетел в Серию B, Киналья стал первым игроком в современной истории сборной Италии, который был вызван в команду из клуба второго дивизиона. 21 июня 1972 года Киналья забил гол в своём дебютном товарищеском матче против сборной Болгарии в Софии.
В 1973 году Киналья вернулся в Британию со сборной Италии для участия в товарищеском матче против англичан. На 86-й минуте Киналья обошёл английского защитника Бобби Мура и сделал передачу, которой воспользовался Фабио Капелло, в итоге Италия одержала свою первую победу над Англией на стадионе «Уэмбли».

Вместе со своими товарищами по «Лацио», Лучано Ре Чеккони и Джузеппе Уилсоном, Киналья принял участие в чемпионате мира 1974 года в Германии. Изначально с ними должен был ехать ещё Луиджи Мартини, но в день Скудетто он травмировал плечо. Киналья раскритиковал подбор тренерским штабом состава сборной: 
Я не понимаю, как «Лацио», чемпион Италии, может быть представлен только тремя игроками … сумасшедшие.
 Первый матч на чемпионате мира предстояло сыграть против Гаити, Италия подходила к встрече в статусе фаворита. Игра у Кинальи не складывалась, футболист не получал поддержки от полузащитников. На 69-й минуте Валькареджи заменил его на Пьетро Анастази, Киналья весьма эмоционально отреагировал на замену и по дороге в раздевалку вымещал злость на бутылках с водой. Позже Киналья извинился за своё поведение, и тренер дал ему сыграть против Польши. Италия потерпела поражение со счётом 2:1 и не вышла из группы, уступив по дополнительным показателям Аргентине.
Ферруччо Валькареджи не очень часто доверял Киналье место в основном составе. При преемнике Валькареджи, Фульвио Бернардини, ситуация не улучшилась. После неудачного чемпионата мира Киналья сыграл лишь три матча за сборную, последний — против СССР (поражение 0:1). В общей сложности он забил за национальную сборную 4 гола в 14 матчах.

### Матчи за сборную Италии
| Матчи и голы Кинальи за сборную Италии | Матчи и голы Кинальи за сборную Италии | Матчи и голы Кинальи за сборную Италии | Матчи и голы Кинальи за сборную Италии | Матчи и голы Кинальи за сборную Италии | Матчи и голы Кинальи за сборную Италии |
| -------------------------------------- | -------------------------------------- | -------------------------------------- | -------------------------------------- | -------------------------------------- | -------------------------------------- |
| №                                      | Дата                                   | Соперник                               | Счёт                                   | Голы Кинальи                           | Соревнование                           |
| 1                                      | 21 июня 1972                           | Болгария                               | 1 : 1                                  | 1                                      | Товарищеский матч                      |
| 2                                      | 20 сентября 1972                       | Югославия                              | 3 : 1                                  | 1                                      | Товарищеский матч                      |
| 3                                      | 7 октября 1972                         | Люксембург                             | 4 : 0                                  | 1                                      | Отборочные матчи ЧМ-1974               |
| 4                                      | 21 октября 1972                        | Швейцария                              | 0 : 0                                  | -                                      | Отборочные матчи ЧМ-1974               |
| 5                                      | 13 января 1973                         | Турция                                 | 0 : 0                                  | -                                      | Отборочные матчи ЧМ-1974               |
| 6                                      | 9 июня 1973                            | Бразилия                               | 2 : 0                                  | -                                      | Товарищеский матч                      |
| 7                                      | 14 ноября 1973                         | Англия                                 | 1 : 0                                  | -                                      | Товарищеский матч                      |
| 8                                      | 26 февраля 1974                        | ФРГ                                    | 0 : 0                                  | -                                      | Товарищеский матч                      |
| 9                                      | 8 июня 1974                            | Австрия                                | 0 : 0                                  | -                                      | Товарищеский матч                      |
| 10                                     | 15 июня 1974                           | Гаити                                  | 3 : 1                                  | -                                      | Финальные матчи ЧМ-1974                |
| 11                                     | 23 июня 1974                           | Польша                                 | 1 : 2                                  | -                                      | Финальные матчи ЧМ-1974                |
| 12                                     | 19 апреля 1975                         | Польша                                 | 0 : 0                                  | -                                      | Отборочные матчи ЧЕ-1976               |
| 13                                     | 5 июня 1975                            | Финляндия                              | 1 : 0                                  | 1                                      | Отборочные матчи ЧЕ-1976               |
| 14                                     | 8 июня 1975                            | СССР                                   | 0 : 1                                  | -                                      | Товарищеский матч                      |

Итого: 14 матчей / 4 гола; 6 побед, 6 ничьих, 2 поражения.

## Стиль игры и индивидуальность

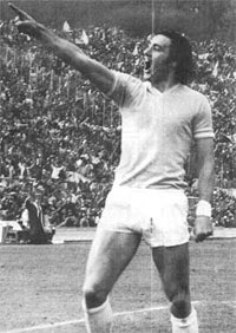
Киналья празднует забитый гол

Киналья считается одним из лучших итальянских нападающих своего поколения, он был габаритным, сильным, быстрым и мощным игроком, обладал точным ударом. Его часто называли одним из первых в Италии классических таранных центрфорвардов, его силовой стиль игры первоначально был в новинку для Италии, тем не менее, он стал известным и результативным бомбардиром. Киналья прославился своим мощным и точным ударом и мог пробить, находясь как в штрафной площади, так и за её пределами, кроме того, он хорошо вёл борьбу в воздухе. Несмотря на то, что изначально его не считали ни талантливым, ни технически одарённым игроком, он совершенствовал свои навыки контроля мяча, демонстрируя технику и утончённость движений в лучшие годы карьеры, в том числе скоростной дриблинг во время контратак. Ему также часто поручали пробивать пенальти.
На протяжении всей футбольной карьеры Киналью часто называли «Длинный Джон». Он получил это прозвище за схожесть с вымышленным литературным персонажем Роберта Льюиса Стивенсона в плане роста и телосложения, а также за цепкий и бесстрашный стиль игры, точный удар и своеобразный характер. Кроме того, прозвище подчёркивало сходство Кинальи с выдающимся валлийским футболистом Джоном Чарльзом, который также провёл значительную часть карьеры в Италии.
В дополнение к своим футбольным качествам Киналья был уверенным в себе, харизматичным и пользовался авторитетом на поле благодаря своему яркому, откровенному, эксцентрическому и экстравертному характеру, а также хорошему чувству юмора. Он также обладал ярко выраженными лидерскими качествами, которые проявил в «Лацио».
Однако, несмотря на высокую результативность, Киналья порой подвергался критике за свой эгоизм, высокомерие и неумение вести игру без мяча. Хотя он пользовался популярностью среди болельщиков и товарищей по команде, он также отличался противоречивым, дерзким и строптивым характером и время от времени демонстрировал свой агрессивный нрав, что приводило к ссорам и конфликтам с некоторыми из его тренеров и товарищей по команде. Он также подвергался критике со стороны прессы за свой гедонистический образ жизни и проблемы с законом.

## Достижения

### Командные
«Лацио»
- Чемпион итальянской Серии А: 1973/74
- Обладатель Кубка Альп: 1971
- Итого: 2 трофея

 «Нью-Йорк Космос»
- Чемпион Североамериканской футбольной лиги (4): 1977, 1978, 1980, 1982
- Итого: 4 трофея

### Личные
- Лучший бомбардир итальянской Серии А: 1973/74
- Лучший бомбардир итальянской Серии B: 1971/72
- Лучший бомбардир Кубка Альп (2): 1970, 1971
- Самый ценный игрок Североамериканской футбольной лиги: 1981
- Лучший бомбардир Североамериканской футбольной лиги (5): 1976, 1977, 1978, 1980, 1982
- Лучший бомбардир в истории Североамериканской футбольной лиги: 242 гола

## Статистика выступлений
| Клуб             | Сезон            | Лига | Лига | Кубки | Кубки | Еврокубки | Еврокубки | Прочие | Прочие | Итого | Итого |
| Клуб             | Сезон            | Игры | Голы | Игры  | Голы  | Игры      | Голы      | Игры   | Голы   | Игры  | Голы  |
| ---------------- | ---------------- | ---- | ---- | ----- | ----- | --------- | --------- | ------ | ------ | ----- | ----- |
| Суонси Таун      | 1964/65          | 1    | 0    | 1     | 0     | -         | -         | -      | -      | 2     | 0     |
| Суонси Таун      | 1965/66          | 4    | 1    | 0     | 0     | -         | -         | -      | -      | 4     | 1     |
| Суонси Таун      | Итого            | 5    | 1    | 1     | 0     | 0         | 0         | 0      | 0      | 6     | 1     |
| Массезе          | 1966/67          | 32   | 5    | 0     | 0     | -         | -         | -      | -      | 32    | 5     |
| Массезе          | Итого            | 32   | 5    | 0     | 0     | 0         | 0         | 0      | 0      | 32    | 5     |
| Интернаполи      | 1967/68          | 31   | 10   | 0     | 0     | -         | -         | -      | -      | 31    | 10    |
| Интернаполи      | 1968/69          | 35   | 14   | 0     | 0     | -         | -         | -      | -      | 35    | 14    |
| Интернаполи      | Итого            | 66   | 24   | 0     | 0     | 0         | 0         | 0      | 0      | 66    | 24    |
| Лацио            | 1969/70          | 28   | 12   | 1     | 0     | 2         | 2         | 7      | 6      | 38    | 20    |
| Лацио            | 1970/71          | 30   | 9    | 3     | 3     | 2         | 2         | 5      | 7      | 40    | 21    |
| Лацио            | 1971/72          | 34   | 21   | 7     | 5     | 0         | 0         | 0      | 0      | 41    | 26    |
| Лацио            | 1972/73          | 30   | 10   | 4     | 1     | 0         | 0         | 3      | 2      | 37    | 13    |
| Лацио            | 1973/74          | 30   | 24   | 8     | 4     | 4         | 6         | 0      | 0      | 42    | 34    |
| Лацио            | 1974/75          | 30   | 14   | 4     | 0     | 0         | 0         | 0      | 0      | 34    | 14    |
| Лацио            | 1975/76          | 27   | 8    | 1     | 0     | 3         | 3         | 0      | 0      | 31    | 11    |
| Лацио            | Итого            | 209  | 98   | 28    | 13    | 11        | 13        | 15     | 15     | 263   | 139   |
| Нью-Йорк Космос  | 1976             | 21   | 19   | -     | -     | -         | -         | -      | -      | 21    | 19    |
| Нью-Йорк Космос  | 1977             | 30   | 24   | -     | -     | -         | -         | -      | -      | 30    | 24    |
| Нью-Йорк Космос  | 1978             | 36   | 39   | -     | -     | -         | -         | -      | -      | 36    | 39    |
| Нью-Йорк Космос  | 1979             | 33   | 32   | -     | -     | -         | -         | -      | -      | 33    | 32    |
| Нью-Йорк Космос  | 1980             | 39   | 50   | -     | -     | -         | -         | -      | -      | 39    | 50    |
| Нью-Йорк Космос  | 1981             | 38   | 35   | -     | -     | -         | -         | -      | -      | 38    | 35    |
| Нью-Йорк Космос  | 1982             | 38   | 24   | -     | -     | -         | -         | -      | -      | 38    | 24    |
| Нью-Йорк Космос  | 1983             | 19   | 19   | -     | -     | -         | -         | -      | -      | 19    | 19    |
| Нью-Йорк Космос  | Итого            | 254  | 242  | 0     | 0     | 0         | 0         | 0      | 0      | 254   | 242   |
| Всего за карьеру | Всего за карьеру | 566  | 370  | 29    | 13    | 11        | 13        | 15     | 15     | 621   | 411   |

Примечания:
1. ↑  Включая матчи раунда плей-офф Североамериканской футбольной лиги.
2. ↑  Кубок Футбольной лиги Англии, Кубок Италии.
3. ↑  Кубок ярмарок, Кубок УЕФА, Кубок Митропы.
4. ↑  Кубок Альп, Англо-итальянский кубок.

## Личная жизнь
Первую жену Кинальи звали Кони Эруционе, она была дочерью офицера НАТО и сестрой олимпийского чемпиона по хоккею, Майка Эруционе. Жена Джорджо также имела итальянские корни. У пары было трое детей: Джордж-младший, Стефани и Синтия. Позже пара развелась, и Киналья женился во второй раз на итальянке Анжеле Качиоппо, во втором браке у футболиста родились два мальчика: Энтони и Дональд.
В 1974 году Киналья попробовал себя в роли певца, исполнив песню «(Я) футбольный псих» (англ. (I'm) Football Crazy), которая вошла в саундтрек фильма «Судья» с Ландо Буццанкой в главной роли. Итальянская группа «Squallor» назвала в честь футболиста одну из своих песен, «Евангелие от Кинальи» (итал. Il Vangelo secondo Chinaglia). Он также упоминается в песне Рино Гаэтано «Мой брат единственный ребёнок» (итал. Mio fratello è figlio unico): «… он убеждён, что Киналья не может перейти во „Фрозиноне“».
В 1979 году Киналья получил американское гражданство. Диана Акерман, репортёр «Нью-Йорк Таймс», писала, что он с гордостью хранил документы о гражданстве в своём шкафчике рядом с бутылкой «Чивас Ригал».
Помимо игровой карьеры, Киналья также имел опыт работы в СМИ, в частности в конце 90-х годов был комментатором на телеканале RAI. В начале 2000-х он работал комментатором на телевизионной компании «Stream TV». В последние годы жизни Киналья был одним из ведущих ежедневного футбольного ток-шоу, «The Football Show», которое транслировалось с 7:00 до 9:00 на «Sirius Satellite Radio».
В память об отце трое детей Джорджо от первого брака создали некоммерческую организацию «Giorgio Chinaglia Foundation», которая разрабатывает программы по занятию футболом для детей с ограниченными возможностями.

## Карьера функционера
В 1983 году Киналья вернулся в Италию, сменив Джан Кьяриона Казони на посту президента своего бывшего клуба «Лацио». В следующем году «Warner Communications» передала Киналье часть акций «Нью-Йорк Космос», но это уже были последние годы NASL — в 1985 году, сразу после товарищеского матча с «Лацио», «Космос» был расформирован. В конце того же года из-за финансовых проблем Киналья вынужден был передать контрольный пакет акций римского клуба спортивному предпринимателю Франко Кименти.
С тех пор Киналья попеременно жил в США и в Италии, продолжая работать функционером. В последующие годы он работал с «Ференцварошем»; «Марсалой» (некоторое время был почётным президентом); «Фоджей» (был президентом с октября 2000 по март 2001 года); «Виртус Ланчано» (пришёл в клуб в 2004 году); и, наконец, вернулся в «Лацио».
В январе 2011 года вместе с Карлосом Алберто Торресом Киналья стал послом возрождённого «Космоса», его товарищ по команде Пеле стал президентом, техническим директором был назначен Эрик Кантона.

## Проблемы с законом
В 1996 году Киналья был приговорён к двум годам лишения свободы за фиктивное банкротство и ложные отчёты, поданные им в период управления имущественно-финансовой компанией «Лацио».
Весной 2006 года Киналья был включён в реестр Окружного управления по борьбе с мафией Неаполя. Его обвиняли в отмывании денег с отягчающим обстоятельством по статье 7 — его подозревали в пособничестве Каморре.
В октябре того же года финансовая полиция запросила ордер на арест бывшего футболиста «Лацио» за вымогательство и незаконную инсайдерскую торговлю. Прокуратура Рима заподозрила его в ходе расследования правонарушений, связанных с управлением клубом. Во время запроса ордера Киналья проживал за границей, в США. Несколько дней спустя был выдан европейский ордер на арест беглеца от итальянского правосудия. Следствие пришло к выводу, что Киналья был членом Каморры, клан Казалези, и планировал использовать доходы от незаконной деятельности, чтобы выкупить свой бывший клуб.
В ноябре 2007 года, в соответствии с решением Комиссии по ценным бумагам и биржам (Консоб), Киналья был оштрафован на сумму 4,2 млн евро за незаконное обогащение на «Лацио». Он был признан виновным в манипуляциях на рынке и препятствовании работе Консоба. Предполагалось, что некая венгерская химико-фармацевтическая компания хотела приобрести контрольный пакет акций «Лацио». Консоб обнаружил, что эмиссия акций «Лацио» в период с октября 2005 по март 2006 года была необоснованной. Бывший футболист был признан виновным в «проведении манипуляций с ценными бумагами „Лацио“». Комиссия также отметила, что Киналья непосредственно или через посредника пытался обмануть комиссию и запутать следы, что привело к задержке объективного расследования, препятствию работе Консоба и дополнительным затратам комиссии в ходе исследования торгов «Лацио» на фондовом рынке.
В июле 2008 года Киналью снова обвинили в отмывании денег, был выдан ордер на его арест.

## Смерть
Джорджо Киналья умер во Флориде в возрасте 65 лет. В воскресенье 1 апреля 2012 года сын Кинальи, Энтони, сообщил «Sky Sports» по телефону о смерти отца: 
Он умер сегодня утром около 9:30. Неделю назад он перенёс сердечный приступ. […] Операция на сердце прошла успешно. Его отправили домой, где он, казалось, выздоровел. Сегодня утром он проснулся, чтобы принять лекарства, и лёг обратно в постель. Затем я пошёл осмотреть его и обнаружил, что он не дышит. Я пытался привести его в чувство, но ничего не помогло.
 В Италии эту новость узнали только во второй половине дня. Об этом говорили все спортивные программы. Вечером события осветили и в национальных новостях.
Через несколько дней после его смерти бывшие товарищи по «Лацио», Джузеппе Уилсон и Джанкарло Одди, предложили вернуть останки Кинальи в Рим. Сын Томмазо Маэстрелли, Массимо, от имени всей семьи пообещал отвести для Кинальи место в семейном склепе на кладбище Фламинио. Идею поддержали дети футболиста от первого брака, однако для возвращения останков в Рим пришлось ждать решения суда США. Только в начале сентября 2013 года было выдано разрешение на перемещение останков в Италию. 15 сентября 2013 года в 6:30 по местному времени самолёт с гробом Кинальи в сопровождении членов семьи приземлился во Фьюмичино. На следующий день состоялось отпевание в церкви Святого Сердца Христа, а во второй половине дня — памятная месса, на которую пришли и отдали дань уважения Киналье тысячи людей. Вечером того же дня Джорджо Киналья был похоронен рядом с Томмазо Маэстрелли.

### Статистика
- Профиль на сайте National Football Teams (англ.)
- Статистика Архивная копия от 9 февраля 2015 на Wayback Machine на сайте Nasljerseys.com

### Видео
- Video of all 50 Giorgio Chinaglia goals to break the record in 1980 in the NASL на YouTube
- Video clip of Giorgio Chinaglia from Once in a Lifetime - The extraordinary story of the New York Cosmos на YouTube